# دانيال سانشيز (لاعب كرة قدم مواليد 1999)
دانيال سانشيز (مواليد 14 مايو 1999) هو لاعب كرة قدم برازيلي.

## وصلات خارجية
- دانيال سانشيز (لاعب كرة قدم مواليد 1999) على موقع رابطة كرة القدم اليابانية للمحترفين (اليابانية)
- دانيال سانشيز (لاعب كرة قدم مواليد 1999) على موقع Soccerway.com (الإنجليزية)
- دانيال سانشيز (لاعب كرة قدم مواليد 1999) على موقع عالم كرة القدم.نت (الإنجليزية)